# Colstrip
Colstrip is een plaats (city) in de Amerikaanse staat Montana, en valt bestuurlijk gezien onder Rosebud County.

## Demografie
Bij de volkstelling in 2000 werd het aantal inwoners vastgesteld op 2346.
In 2006 is het aantal inwoners door het United States Census Bureau geschat op 2342, een daling van 4 (-0,2%).

## Geografie
Volgens het United States Census Bureau beslaat de plaats een oppervlakte van
11,6 km², geheel bestaande uit land.

## Plaatsen in de nabije omgeving
De onderstaande figuur toont nabijgelegen plaatsen in een straal van 44 km rond Colstrip.